# 阿努爾夫 (荷蘭伯爵)
阿努爾夫（荷蘭語：Arnulf van Gent，951年—993年9月18日），荷蘭伯爵，988年至993年在位。

## 家庭
980年，阿努爾夫與盧森堡的柳特加德結婚，兩人共有2子1女：
1. 德克三世
2. 西格弗里德
3. 阿德麗娜，與布洛涅的博杜安二世結婚